# 1976 au Nouveau-Brunswick
Chronologie du Nouveau-Brunswick
- 1972
- 1973
- 1974
- 1975
- 1976
- 1977
- 1978
- 1979
- 1980

Cette page concerne des événements survenus en 1976 dans la province canadienne du Nouveau-Brunswick.

## Événements
- Création de la Société des alcools du Nouveau-Brunswick.
- Fondation de l'École Aux quatre vents à Dalhousie.
- 29 novembre : le progressiste-conservateur Doug Moore (en) remporte l'élection partielle de Victoria-Tobique à la suite de la démission de J. Stewart Brooks (en).

## Naissances
- 24 avril : Frédéric Niemeyer, joueur de tennis.

## Décès
- 22 août : Clovis-Thomas Richard, député.